# 2 Wołyńska Brygada Artylerii
2 Wołyńska Brygada Artylerii – oddział artylerii Armii Ukraińskiej Republiki Ludowej.

## Formowanie i działania
Rozkazem dowódcy 2 Wołyńskiej Dywizji Strzelców nr 36 z 17 lipca 1920 utworzono dowództwo 2 Wołyńskiej Brygady Artylerii. Dowódcy brygady podlegał jeden kureń artylerii.
W październiku Armia URL przeprowadziła mobilizację. W jej wyniku liczebność jej oddziałów znacznie wzrosła. W związku z podpisaniem przez Polskę układu o zawieszeniu broni na froncie przeciwbolszewickim, od 18 października  wojska ukraińskie zmuszone były prowadzić działania zbrojne samodzielnie.
W listopadzie brygada wycofała się na zachodni brzeg Zbrucza i została rozbrojona przez wojska polskie, a jej żołnierze internowani. W momencie internowania stronie polskiej przekazano: 6 lekkich 3-calowych dział polowych, 6 przodków do nich, karabin maszynowy Maxim, 2 karabiny maszynowe Colta, 2 karabiny maszynowe Lewisa, 40 karabinów, 20 szabel, 2 taczanki i 4 kuchnie polowe. Rozkazem dowódcy dywizji nr 77 z 24 listopada stan osobowy brygady utworzył dwie zbiorcze baterie artylerii.

## Struktura organizacyjna
Stan w październiku 1920
- dowództwo i sztab
- drużyna łączności
- 4 kureń artylerii
- park artyleryjski

23 października brygada liczyła: 272 ludzi (31 oficerów, 201 szeregowych, 40 pracowników cywilnych); 173 konie (20 wierzchowych, 28 zaprzęgowych, 45 taborowych z wojska, 80 taborowych zmobilizowanych z gospodarstw); tabor - 6 wozów, kuchnia polowa.
Z tego w stanie bojowym: 25 oficerów, 20 szabel, 4 żołnierzy obsługi karabinów maszynowych, 107 artylerzystów; 20 koni wierzchowych, 28 zaprzęgowych i 36 taborowych. 13 listopada na uzbrojeniu posiadała: 20 karabinów, 4 rewolwery, karabin maszynowy Colta, 2 karabiny maszynowe Lewisa, 6 lekkich 3-calowych dział polowych, 25 tys. nabojów, 1062 pociski.

## Żołnierze oddziału
| Dowództwo jednostki          |                        |                   |
| Stopień, imię i nazwisko     | Okres pełnienia służby | Uwagi             |
| Dowódcy brygady              |                        |                   |
| płk Esper Baszynskyj         | do 15 V 1920           | Leczenie          |
| cz.p.o. sot. Mykoła Omelusyk | od 15 V                | dowódca 4 kurenia |
| Pomocnik dowódcy brygady     |                        |                   |
| płk Wiaczesław Lenartowycz   |                        |                   |
| Adiutant                     |                        |                   |
| chor. Witalij Biłachiw       |                        |                   |